# V. Níkmepa
V. Níkmepa (ugariti Nqmpʾ, akkád Nikmi-epuḫ) Ugarit királya az i. e. 14. században. Datálása IV. Thotmesz és III. Amenhotep egyiptomi királyok alapján lehetséges. Az EA#151 levél, amelyet Ahet-Aton levéltárából ismerünk, és Abímilki türoszi király írta III. Amenhotepnek i. e. 1375 körül említi V. Níkmepát. Körülbelül az i. e. 1380 és i. e. 1360 közötti időszakban uralkodott. Nem tévesztendő össze VI. Níkmepával, az irodalom sokszor ez utóbbit említi ötödik sorszámmal.
Egy ugariti agyagtábla (KTU 1,78), amelyet az ugariti palotai romjai között találtak, valószínűleg egy napfogyatkozást ír le (az olvasás és fordítás nem teljesen egyértelmű), amely iyyar hónapban, azaz májusban zajlott le. A lehetséges időintervallumban csak az i. e. 1384. május 12-i és az i. e. 1375. május 3-i napfogyatkozások jöhetnek szóba, de ezek közül a korábbi nem valószínű, mert Ugarit messze esik a második teljes fogyatkozás sávjától, csak részlegesként érzékelhették. (Lásd még: napfogyatkozások az ókori Keleten és Európában.)